# Bocca Tanitica
La Bocca Tanitica collega la laguna di Al Manzilah (Egitto) con il Mar Mediterraneo.
Si tratta di una delle sette bocche in cui si divide il delta del Nilo (le altre sono la Canopica, la Bolbitinica, la Sebennitica, la Saitica, la Mendesia, la Pelusiaca) e prende il suo nome dalla località di Tanis, antica capitale dell'Egitto e oggi importante sito archeologico.
Citato nel racconto di Plutarco sul mito di Iside ed Osiride. Il cadavere di quest'ultimo, chiuso in un sarcofago o arca dopo che con l'inganno vi venne fatto adagiare, fu gettato nel fiume affinché lo portasse alla Bocca Tanitica e quindi al mare.